# John Strange Winter
Pour les articles homonymes, voir Winter.
Œuvres principales
Bootles Baby
Henrietta Eliza Vaughan Stannard (née Palmer ; 1856-1911) est une romancière britannique qui écrit sous le pseudonyme de John Strange Winter. Elle est présidente-fondatrice du Writers 'Club en 1892 et la présidente de la Société des femmes journalistes en Angleterre de 1901 à 1903.

## Enfance et éducation
Elle est née le 13 janvier 1856 à Trinity Lane, York dans le Yorkshire en Angleterre, la fille unique de Henry Vaughan Palmer, recteur de St. Margaret's, York, et Emily Catherine Cowling. Son père a été officier de Régiment Royal-Artillerie avant de devenir prêtre. Son arrière-arrière-arrière-grand-mère est Hannah Pritchard. Henrietta fait ses études à la Bootham House School à York. 

## Carrière artistique
En 1874, elle commence sa carrière en écrivant pour le journal Family Herald sous le pseudonyme de Violet Whyte. Sa relation avec ce journal dure dix ans et elle y contribue avec 42 histoires courtes. En 1881, Cavalry Life, un recueil de contes régimentaires est publié sous le pseudonyme de John Strange Winter, un personnage de l'un des contes du premier volume. L'éditeur refuse de sortir les livres sous un pseudonyme féminin. Le public suppose que l'auteur est un officier de cavalerie. Elle conserve ce pseudonyme pour ses affaires littéraires et commerciales tout au long de sa vie .
Henrietta Palmer épouse en 1884 à Fulford, York, Arthur Stannard, ingénieur. Ils ont un fils, le scénariste Eliot Stannard, et trois filles .
Elle s'installe à Londres et poursuit sa carrière littéraire. En 1885, Booties' Baby: a story of the Scarlet Lancers, le conte qui assura sa popularité, parait dans le Graphic . Deux millions d'exemplaires sont vendus dans les dix ans suivant sa première publication. Elle continue d'ecrire les contes de la vie militaire et publie 112 titres. Elle trouve un admirateur de son travail dans le critique d'art John Ruskin et en 1888 visite sa maison à Sandgate dans le Kent. Ruskin décrit «John Strange Winter» comme «l'auteur à qui nous devons le rendu le plus fini et le plus fidèle jamais donné du caractère du soldat britannique». Pour quelque temps, Ruskin et John Strange Winter correspondent constamment .

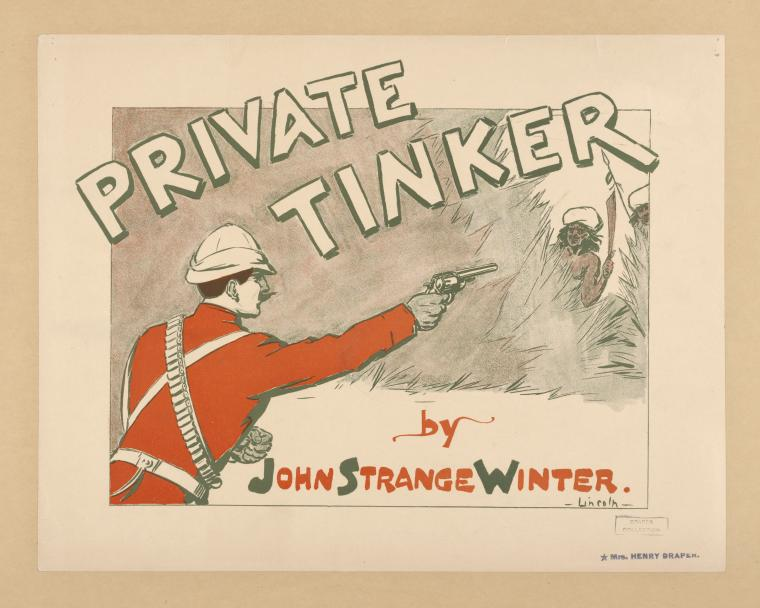
Affiche promotionnelle pour Private Tinker.

En 1891, elle lance un hebdomadaire à un sou, Golden Gates ; en 1892, le titre est changé en Winter's Weekly . Le magazine continue jusqu'en 1895, mais en 1896, la santé de son mari, Arthur, et de sa plus jeune fille rend impérative la résidence au bord de la mer. La famille déménage à Dieppe en Normandie où ils restent jusqu'en 1901. Elle rentre à Londres mais gardent la maison de Dieppe jusqu'à 1909. Elle a écrit des articles enthousiastes sur Dieppe. La municipalité lui remet une bague en diamant en reconnaissance de ses services à la ville .
Bien connue dans les cercles journalistiques, elle est la première présidente du Writer's Club (1892) et est présidente de la Society of Women Journalists (1901–03) . Elle fonde The No Crinoline League, une protestation dirigée contre les crinolinophiles.
Mme. Stannard meurt le 13 décembre 1911 à York House, Hurlingham, Putney à la suite d'un accident. Elle est incinérée et ses cendres sont enterrées au crématorium de Woking. Malgré ses nombreuses activités, elle ne laisse que £547 dans son testament . Elle fait l'objet d'une biographie, John Strange Winter: a volume of personal record (1916) d' Oliver Bainbridge, avec une préface du Sir Alfred Turner.